# 浮蓋站
浮蓋站（日语：／ Ukibuta eki */?）是位於秋田縣由利郡下鄉村老方（現時：由利本莊市老方），羽後交通橫莊線的鐵路車站（廢站）。

## 歷史
在二井山站至老方站之間，於冬季由於經常受到雪災影響而暫停營運。加上在戰後由於燃料費高漲影響，該路段沒有盈利。最後一度暫停營業，繼而廢除。

### 年表
- 1930年（昭和5年）10月5日：橫莊鐵道二井山站至老方站之間開通，此站啟用[2][3][4][5]。
- 1944年（昭和19年）6月1日：公司改名為羽後鐵道。此線的名稱定為橫莊線。使此站成為羽後鐵道橫莊線車站[2][3][6]。
- 1946年（昭和21年）夏季：一抽從日本國有鐵道借入的C12形蒸氣機車C12 229號機牽引試運行列車，從老方站出發並停靠此站後超速失控，最後在八澤木站前停下來[1]。
- 1947年（昭和22年）7月23日：當區發生暴雨，使路基和橋腳被損，橫莊線整段暫停營業，此站也暫停營業[4][7]。
- 1948年（昭和23年）11月8日：館合站至老方站之間重開，此站重開[4][7]。
- 1949年（昭和24年）12月22日：二井山站至老方站之間暫停營業[4]。
- 1952年（昭和27年）2月15日：公司改名為羽後交通。使此站成為羽後交通橫莊線車站（但是仍然暫停營業）[2][3][4][6]。
- 1953年（昭和28年）8月5日：二井山站至老方站之間廢除，此站也被廢除[2][3][4][6]。

## 車站構造
截至廢站前，此站是地面車站，設有1面1線的單式月台。月台在路軌北邊（老方方向的列車會開啟右邊車門）。此站沒有轉轍器，不可進行列車交會。
此站是無人車站，沒有站舍。月台中央部分設有候車室。
此站雖然只有客運業務，但是曾經此站是木材運輸的「中途加載」的中心站，因此會令人想起此線為森林鐵路。在路軌旁放置了一堆原木等待裝載至敞車。當時的裝載作業在黃昏進行，有時會進行至晚上。隨著二井山站峌老方站之間暫停營業，這個作業被認為也同時結束。

## 車站周邊
二井山站至老方站之間的路段途經幾乎無人居住的山區。在廢線後，該區間的路軌變成道路，並且開始興建居民。
- 秋田縣道48號橫手東由利線（日语：秋田県道48号横手東由利線） - 在二井山地區至老方地區之間，大部分橫莊線路軌遺址均變成該道路[6]。

## 現狀
截至2007年（平成19年）5月，車站遺址推測在已變成道路隧道的「浮蓋隧道」老方出口附近。
另外，在二井山站遺址附近至老方村落入口附近之間的路軌遺址（包含此站在內）均變為縣道。截至1996年（平成8年），該處鐵路時代已經存在的路堤和路塹還可看見。在1999年（平成11年）的情況也是同樣。該縣道在2007年（平成19年）5月時名為秋田縣道48號橫手東由利線。該道路的路堤看起來已經鋪裝好的。在2010年（平成22年）的情況也是同樣。
另外，二井山站至老方站之間設有5座隧道。截至1996年（平成8年），由於有倒塌的危険，靠近二井山站的「二井山隧道」（全長1,901公里）已經禁止通行。另外4座隧道分別為「御岳隧道」（全長92米）、「金屋隧道」（全長86米）、「浮蓋隧道」（全長140米）和「第一柴倉隧道」（全長200米），上述4座隧道均變成道路隧道。而二井山隧道入口已用木圍封。在1999年（平成11年）也是同樣情況。在2007年（平成19年）5月和2010年（平成22年）10月，各隧道也是同樣情況。

## 相鄰車站
羽後交通
橫莊線
二井山－浮蓋－老方

## 注腳
1. 1 2 3 4 5 6 7 8 9 10 11  《RM LIBRARY 61 羽後交通横荘線》（著：若林宣，Neko出版，2004年9月發行）11,18-19,24-25頁。
2. 1 2 3 4  《日本鉄道旅行地図帳 全線全駅全廃線 2 東北》（監修：今尾惠介，新潮社，2008年6月發行）43頁。
3. 1 2 3 4  《新 鉄道廃線跡を歩く1 北海道・北東北編》（JTB出版，2010年4月發行）222頁。
4. 1 2 3 4 5 6 7 8 9 10  《新 消えた轍 3 東北》（著：寺田裕一，Neko出版，2010年8月發行）25-28,30-31頁。
5. 1 2 3  《私鉄の廃線跡を歩くI 北海道・東北編》（著：寺田裕一，JTB出版，2007年9月發行）165頁。
6. 1 2 3 4 5 6 7 8 9  《私鉄の廃線跡を歩くI 北海道・東北編》（著：寺田裕一，JTB出版，2007年9月發行）82-85頁。
7. 1 2  《RM LIBRARY 61 羽後交通横荘線》（著：若林宣，Neko出版，2004年9月發行）16-17頁。
8. 1 2 3  《鉄道廃線跡を歩くII》（JTB出版，1996年9月發行）34-35頁。
9. 1 2  《とうほく廃線紀行》（無明舍出版（日语：無明舎出版），1999年12月發行）61頁。
10. 1 2  《新 鉄道廃線跡を歩く1 北海道・北東北編》（JTB出版，2010年4月發行）202-203頁。

## 相關項目
- 日本鐵路車站列表 U